# Modding
Modding (pochází z anglického modify — modifikovat, zlepšovat) — je změna designu elektronických zařízení s cílem zlepšení vzhledu a technických vlastností. Obvykle, když hovoříme o „moddingu“, myslíme změnu vzhledu počítače a periferií. Modifikaci mobilních zařízení se občas říká „mobbing“.

## Hlavní pojmy
Nejčastějším objektem moddingu je počítačová skříň. Modifikované skříni se říká casemod nebo jen mod. V případě, že byla skříň vyrobena na zakázku (nebo s použitím omezeného výběru sériových detailů), nazývá se „custom case“ nebo jen „custom“ (custom, vyrobený na zakázku). Modifikované periferie (monitory, klávesnice, myši, web kamery atd.) se obvykle nazývají „modes“ (módy).
Člověk zabývající se moddingem se nazývá „modder“.

## Cíle moddingu
Hlavními cíli moddingu je dosažení pěkného vzhledu a vyjádření vlastní individuality. Pomocí moddingu se dají zlepšit také technické vlastnosti zařízení. Rovněž lze docílit efektivního a tichého chlazení. Lze také přidat nové funkce a zjednodušit transportizaci atd.

## Historie moddingu
Jako relativně populární jev se modding objevil v USA a v zemích západní Evropy přibližně na přelomu let 1999 a 2000. Dnes má modding tisíce následovníků po celém světě. Oficiálně se pořádají soutěže, setkání a výstavy.

## Směry moddingu

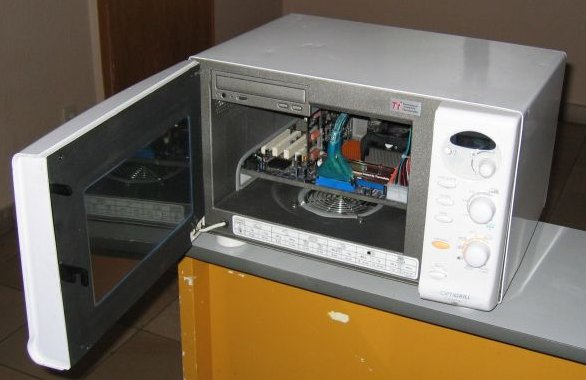
Počítač zabudovaný do mikrovlnné trouby

Modding se může týkat jakéhokoliv tématu. Limitem jsou jen technické vlastnosti zařízení a fantazie tvůrce. Nejčastěji se modding týká těchto témat:
- postapokalyptické — počítač má vzhled, jako po přežití jaderné války anebo globální katastrofy. Časté jsou stylizace podle her jako S.T.A.L.K.E.R. a Fallout.
- hightech — tvorba ultramoderních neboli futuristických designů. Poslední dobou jsou populární módy ve stylu filmů Tron a Tron: Legacy
- steampunk — stylizace elektronických zařízení podle období páry viktoriánské Anglie. Vytváří se s použitím dřeva, detailů z kůže a mosazu. Také pro tento styl jsou běžné různé šrouby a měděné trubky imitující detaily parních strojů.
- tematický modding — modifikace podle nějaké kapely, počítačové hry, knihy atd.
- reklamní — modifikace s použitím komponentů konkrétní firmy, která obvykle je i sponzorem. V tomto případě se využívají variace loga, firemních barev atd.
- vkládání — instalace počítačových komponentů do neobvyklé skříně (spotřebiče, nábytku, hraček a dokonce i vycpaných zvířat…
- HTPC (Home Theatre Personal Computer) — tvorba prakticky bezhlučného počítače pro použití jako domácího kina. Často se při tom používá pasivní chlazení.
- Getto — schválně nedbalý modding s použitím různého odpadu. Občas ale takhle jmenují i prostě nešikovně udělané cases, i když původním záměrem tvůrce nebylo "Getto modding".

## Materiály pro modding
Moddeři často používají hliník, ocel, sklo, akryl, dřevo, skelnou tkaninu atd. Také se prodávají polotovary pro modding – ventilační mřížky, dekorativní šroubky, různé lampy na podsvícení, diodové pásky, tlačítka, nálepky atd.

## Nářadí a technologie
Pro modding se dá použít jakýchkoliv prostředků, ale pro zrychlení a zjednodušení práce je doporučeno mít následující nářadí:
- vrtačka
- leštička
- a další

Při finančních možnostech se používá také i laserové řezání a frézování.